# Karl Ruser

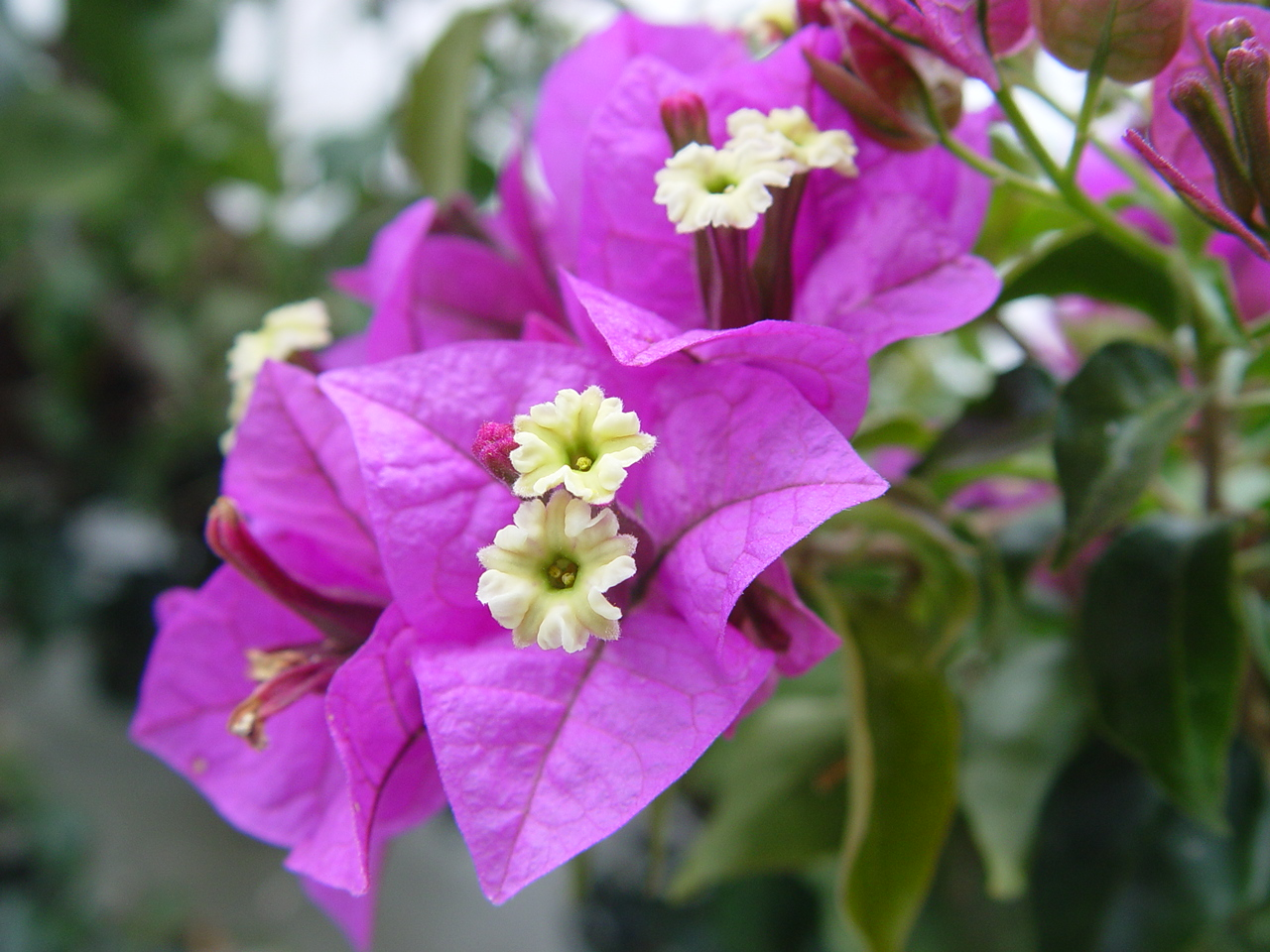
Bougainvillea glabra,
Kahle Drillingsblume

Karl Ruser (* 21. November 1889 in Lörrach; † 5. November 1970 in Niederweiler bei Müllheim) ist ein durch seine international ausgezeichneten Bougainvillea-Züchtungen bekannt gewordener deutscher Gärtnermeister.

## Werdegang
Nach dem Besuch der Gewerbeschule in Lörrach und dem Abschluss seiner 1907 begonnenen Gärtnerlehre ging Ruser 1911 zum Auskurieren einer Lungenerkrankung nach Kairo (Ägypten), wo er für zwei Jahre im Blumengeschäft eines Bruders des befreundeten Basler Gärtners Dufour arbeiten konnte.
1913 heiratete er Emma Argast aus Sitzenkirch bei Kandern; das Ehepaar bekam fünf Töchter.
Nach der im Anschluss an den Ersten Weltkrieg absolvierten Meisterprüfung baute Karl Ruser mit seinen Brüdern Hans und Walter ab 1919 am damaligen Rand Niederweilers auf dem Gelände einer ehemaligen Ziegelei eine Großgärtnerei auf. International bekannt wurde er durch die europäische Einführung und die sich daraus entwickelnden umfangreichen, weltweit erfolgreichen und beachteten Bougainvillea-Kulturen und -Züchtungen. Ruser züchtete in mehrjähriger Arbeit spezielle Sorten, beispielsweise die rot blühende Rusers Crimson Lake, die auf der Reichsgartenschau 1936 präsentiert wurde oder die orangegelbe Miggi Ruser. Weitere Neueinführungen seltener Topfpflanzenkulturen wurden auf der Deutschen Gartenschau 1950 in Stuttgart mit Preisen ausgezeichnet, unter anderem mit dem Deutschen Staatspreis.
Auch auf den internationalen Gartenschauen in Hamburg, London und Paris wurden seine Züchtungserfolge prämiert. Bald galt Ruser als erfolgreichster Bougainvilleen-Züchter der Welt. In den 1950er Jahren wurden Blumen aus seiner Züchtung Eisenbahnwagen-weise zu ihren Abnehmern verschickt.
Noch heute bekannte Sorten von Ruser sind: Gruß aus Badenweiler in zartrosa, die zimt- bis orangenfarbige Miggi Ruser und Mrs. Butt als scharlachrote Varietät. Sie zählen bis heute zu den wichtigsten Kulturvarietäten der Bougainvillea. In den Jahren nach 1950 entstand aus dieser Sorte eine Version mit intensiv violettgefärbter Blüte.

## Ehrungen
- 1951: Als dritter Deutscher und erster Gärtner Verdienstkreuz am Bande der Bundesrepublik Deutschland[1]
- Karl-Ruser-Straße in Niederweiler